# Comet (informatique)
 (avril 2023).
Si vous disposez d'ouvrages ou d'articles de référence ou si vous connaissez des sites web de qualité traitant du thème abordé ici, merci de compléter l'article en donnant les références utiles à sa vérifiabilité et en les liant à la section « Notes et références ».
 (avril 2023).
Pour les articles homonymes, voir Comet.
Comet est une nouvelle[Quand ?] approche permettant à un serveur web d'envoyer des informations au navigateur web sans que celui-ci l'ait explicitement demandé. Ce canal bidirectionnel est un ensemble de deux connexions duales HTTP non-fermées.
Cette approche diffère amplement du modèle classique du web dans lequel toute interaction avec le serveur est initiée par le navigateur.
Cette nouvelle approche, parfois comparée à Ajax, ouvre de nouvelles perspectives pour les applications Internet de nouvelle génération.

## Implémentation
Les produits suivants implémentent ce concept :
- L'API Grizzly (fournie entre autres avec GlassFish)
- Le Framework Open Source ASP.NET SignalR de Microsoft.
- Le serveur web embarqué Smews (développé par l'équipe 2XS au LIFL)